# Eurovision: Europe Shine a Light
Eurovision: Europe Shine a Light (en español: Eurovisión: Europa Enciende su Luz) fue un programa de televisión que se emitió en directo, organizado por la Unión Europea de Radiodifusión (UER) y por los entes de radiodifusión de los Países Bajos: AVROTROS, Nederlandse Omroep Stichting (NOS) y Nederlandse Publieke Omroep (NPO). Este espacio fue el encargado de reemplazar a la LXV edición del Festival de la Canción de Eurovisión 2020, que estaba prevista para que se celebrase en la ciudad de Róterdam (Países Bajos), pero fue cancelada debido a la pandemia de COVID-19.
El evento fue emitido en directo desde la ciudad neerlandesa de Hilversum el día 16 de mayo de 2020, cuya duración fue de aproximadamente dos horas. Además, fue presentado por Chantal Janzen, Edsilia Rombley y Jan Smit, quienes ya fueron elegidos anteriormente para presentar el Festival de Eurovisión 2020 antes de que este fuese cancelado.

## Antecedentes
Como la LXV edición del Festival de la Canción de Eurovisión 2020 no se iba a poder celebrar debido al brote de enfermedad por coronavirus 2019 (COVID-19), la UER decidió organizar el programa de televisión Eurovision: Europe Shine a Light como alternativa. El nombre de este programa fue inspirado por la canción «Love Shine a Light» de la banda anglo-estadounidense Katrina & the Waves, la cual ganó el Festival de la Canción de Eurovisión 1997 (XLII edición). 
Esta fue la cuarta vez que la UER organizó un programa especial en el formato de Eurovisión, después de los especiales preparados para el 25.º, 50.º y 60.º aniversario del festival: Songs of Europe (celebrado el 22 de agosto de 1981 en Mysen, Noruega), Congratulations: 50 years of the Eurovision Song Contest (celebrado el 22 de octubre de 2005 en Copenhague, Dinamarca) y Eurovision Song Contest's Greatest Hits (celebrado el 31 de marzo de 2015 en Londres, Reino Unido). Cabe destacar que, del mismo modo que este último, el especial de 2020 fue un certamen no competitivo.

## Formato

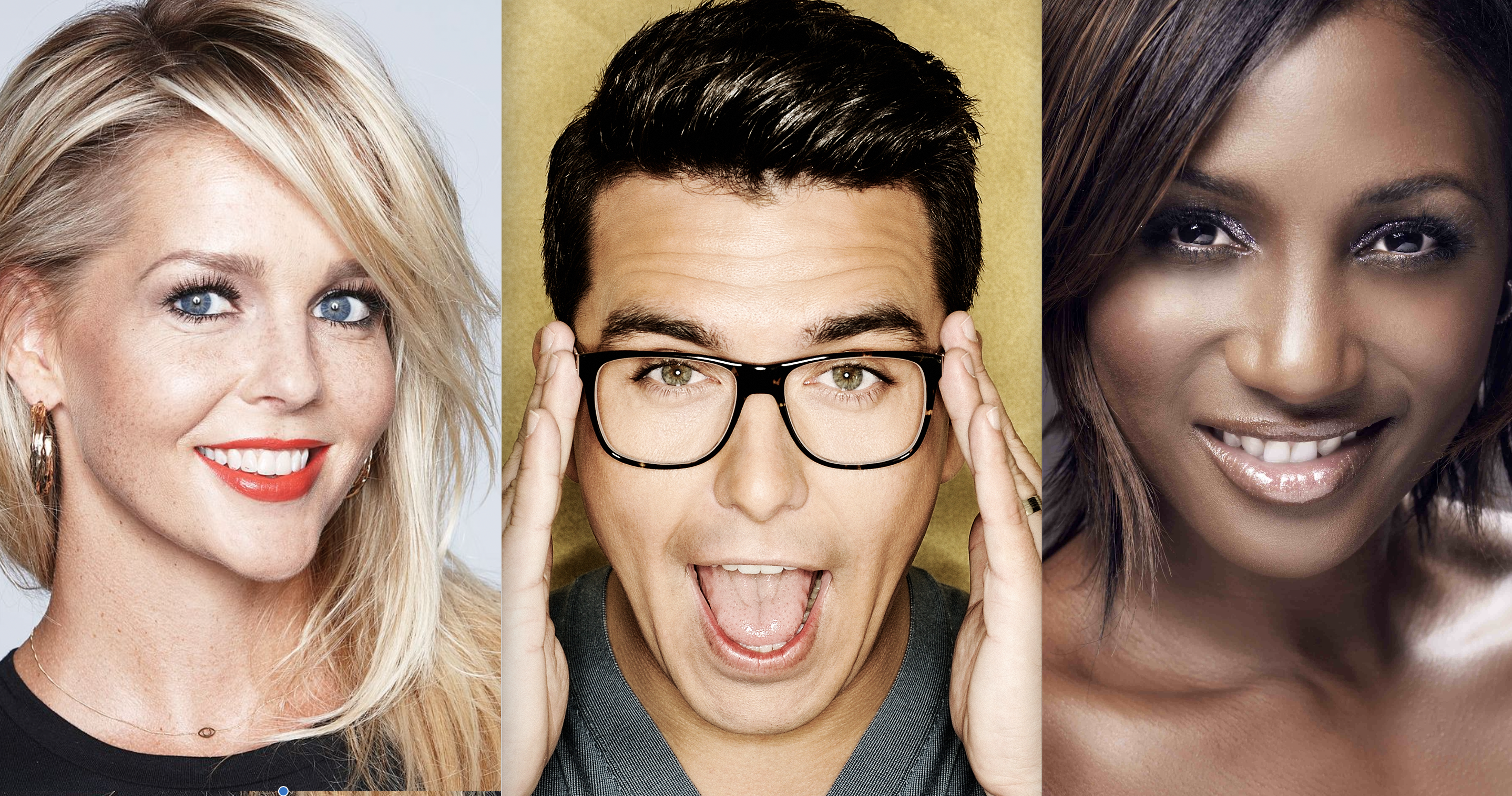
Los presentadores del Festival de la Canción de Eurovisión 2020, Chantal Janzen, Jan Smit y Edsilia Rombley.

Durante el programa, las 41 canciones que habían sido elegidas para participar en el Festival de Eurovisión 2020 fueron honradas en un formato no competitivo. Juntos, los artistas realizaron "Love Shine a Light" desde sus respectivos países de origen. Asimismo, varios participantes del pasado fueron invitados y los seguidores del certamen enviaron fragmentos de vídeo cantando "What's Another Year?" de Johnny Logan, que ganó el Festival de Eurovisión 1980 en La Haya.

### Ubicación
El 1 de abril de 2020, Hilversum fue confirmada como ciudad anfitriona del evento, con el Studio 21 en Media Park como sede del espectáculo. Fue la segunda vez que Hilversum organizó un evento de Eurovisión, ya que había albergado previamente el Festival de Eurovisión 1958.

### Presentadores
El programa fue conducido por los tres anfitriones que habrían presentado el Festival de Eurovisión 2020: la actriz y presentadora de televisión Chantal Janzen, el cantante y comentarista del concurso Jan Smit y la cantante Edsilia Rombley, que representó a los Países Bajos en 1998 y 2007. La vlogger de belleza Nikkie de Jager, también conocida como NikkieTutorials, fue la anfitriona del contenido en línea del programa.

### Actuaciones
El programa contó con actuaciones de los siguientes artistas de Eurovisión:
| Orden | País                                             | Artista | Canción                             | Idioma                      | Localización               |
| ----- | ------------------------------------------------ | --- | ----------------------------------- | --------------------------- | -------------------------- |
| 01    | Irlanda                                          | Johnny Logan | «What's Another Year?»              | Inglés                      | Dublín                     |
| 01    | Países Bajos                                     | Chantal Janzen, Edsilia Rombley y Jan Smit | «What's Another Year?»              | Inglés                      | Studio 21, Hilversum       |
| 01    | Varios países                                    | Fanes del Festival de Eurovisión | «What's Another Year?»              | Inglés                      | Varias localizaciones      |
| 02    | Suecia                                           | Måns Zelmerlöw | «Heroes»                            | Inglés                      | Londres                    |
| 03    | Israel                                           | Gali Atari (de Milk & Honey) | «Hallelujah»                        | Hebreo, inglés y neerlandés | Jerusalén                  |
| 03    | Países Bajos                                     | Mannes Bakker, 6Times, Remix, Max & Anne, Moves, Kiya van Rossum, Matheu Hinzen y Anna Grigorian (finalistas de Junior Songfestival 2018 y 2019) | «Hallelujah»                        | Hebreo, inglés y neerlandés | Varias localizaciones      |
| 04    | Italia                                           | Diodato | «Nel blu dipinto di blu»            | Italiano                    | Milán                      |
| 05    | Serbia                                           | Marija Šerifović | «Molitva»                           | Serbio                      | Belgrado                   |
| 06    | Países Bajos                                     | Orquesta Filarmónica de Róterdam | «Love Shine a Light» (instrumental) | —                           | Varias localizaciones      |
| 07    | Alemania                                         | Michael Schulte | «Ein bißchen Frieden»               | Alemán                      | Palacio de la Paz, La Haya |
| 07    | Países Bajos                                     | Ilse DeLange(de The Common Linnets) | «Ein bißchen Frieden»               | Alemán                      | Palacio de la Paz, La Haya |
| 08    | Israel                                           | Netta | «Cuckoo»                            | Inglés                      | Tel Aviv                   |
| 09    | Países Bajos                                     | Duncan Laurence | «Someone Else»                      | Inglés                      | Studio 21, Hilversum       |
| 10    | Todos los países participantes (excepto Bélgica) | Artistas de Eurovisión 2020 (excepto Hooverphonic)                                                                                               | «Love Shine a Light»                | Inglés                      | Varias localizaciones      |
| 10    | Todos los países participantes (excepto Bélgica) | Katrina Leskanich (de Katrina & The Waves) | «Love Shine a Light»                | Inglés                      | Varias localizaciones      |

### Muestra de las canciones de 2020
El programa también mostró a los artistas y las canciones que se habrían presentado en el Festival de la Canción de Eurovisión 2020 con breves extractos de los vídeos musicales o las representaciones de las canciones, junto con mensajes de los propios artistas sobre la situación excepcional causada por la pandemia. Estos fueron los siguientes:
| #              | País                | Intérprete(s)        | Canción                       |               |
| Primer bloque  | Primer bloque       | Primer bloque        | Primer bloque                 | Primer bloque |
| -------------- | ------------------- | -------------------- | ----------------------------- | ------------- |
| 01             | Israel              | Eden Alene           | «Feker Libi»                  |               |
| 02             | Noruega             | Ulrikke              | «Attention»                   |               |
| 03             | Rusia               | Little Big           | «Uno»                         |               |
| 04             | Georgia             | Tornike Kipiani      | «Take Me As I Am»             |               |
| 05             | Francia             | Tom Leeb             | «Mon Alliée (The Best In Me)» |               |
| 06             | Azerbaiyán          | Efendi               | «Cleopatra»                   |               |
| 07             | Portugal            | Elisa Silva          | «Medo de Sentir»              |               |
| 08             | Lituania            | The Roop             | «On Fire»                     |               |
| 09             | Suecia              | The Mamas            | «Move»                        |               |
| Segundo bloque |                     |                      |                               |               |
| 01             | Letonia             | Samanta Tīna         | «Still Breathing»             |               |
| 02             | Bélgica             | Hooverphonic         | «Release Me»                  |               |
| 03             | Reino Unido         | James Newman         | «My Last Breath»              |               |
| 04             | Bielorrusia         | VAL                  | «Da Vidna»                    |               |
| 05             | Finlandia           | Aksel Kankaanranta   | «Looking Back»                |               |
| 06             | Macedonia del Norte | Vasil                | «You»                         |               |
| 07             | Suiza               | Gjon's Tears         | «Répondez-moi»                |               |
| 08             | Serbia              | Hurricane            | «Hasta La Vista»              |               |
| Tercer bloque  |                     |                      |                               |               |
| 01             | España              | Blas Cantó           | «Universo»                    |               |
| 02             | Albania             | Arilena Ara          | «Fall From The Sky»           |               |
| 03             | Irlanda             | Lesley Roy           | «Story Of My Life»            |               |
| 04             | Eslovenia           | Ana Soklič           | «Voda»                        |               |
| 05             | Austria             | Vincent Bueno        | «Alive»                       |               |
| 06             | Bulgaria            | Victoria Georgieva   | «Tears Getting Sober»         |               |
| 07             | San Marino          | Senhit               | «Freaky!»                     |               |
| 08             | Islandia            | Daði & Gagnamagnið   | «Think About Things»          |               |
| Cuarto bloque  |                     |                      |                               |               |
| 01             | Grecia              | Stefania Liberakakis | «Superg!rl»                   |               |
| 02             | República Checa     | Benny Cristo         | «Kemama»                      |               |
| 03             | Polonia             | Alicja Szemplińska   | «Empires»                     |               |
| 04             | Moldavia            | Natalia Gordienko    | «Prison»                      |               |
| 05             | Chipre              | Sandro               | «Running»                     |               |
| 06             | Rumania             | Roxen                | «Alcohol You»                 |               |
| 07             | Croacia             | Damir Kedžo          | «Divlji vjetre»               |               |
| 08             | Alemania            | Ben Dolic            | «Violent Thing»               |               |
| Quinto bloque  |                     |                      |                               |               |
| 01             | Malta               | Destiny              | «All Of My Love»              |               |
| 02             | Estonia             | Uku Suviste          | «What Love Is»                |               |
| 03             | Australia           | Montaigne            | «Don't Break Me»              |               |
| 04             | Ucrania             | Go_A                 | «Solovey»                     |               |
| 05             | Dinamarca           | Ben & Tan            | «Yes»                         |               |
| 06             | Italia              | Diodato              | «Fai Rumore»                  |               |
| 07             | Armenia             | Athena Manoukian     | «Chains On You»               |               |
| 08             | Países Bajos        | Jeangu Macrooy       | «Grow»                        |               |

### Intervenciones
- Viki Gabor (ganadora del Festival de la Canción de Eurovisión Junior 2019)

- Alexander Rybak (representante noruego en 2018 y ganador en 2009)
- Lenny Kuhr (ganadora de 1969)
- Sandra Kim (ganadora de 1986)
- Anne-Marie David (representante de Francia en 1979 y ganadora por Luxemburgo de 1973)
- Niamh Kavanagh (representante en 2010 y ganadora en 1993)
- Getty Kaspers (ganadora el 1975 como parte de Teach-In)
- Ell & Nikki (ganadores en 2011)
- Sergey Lazarev (representante en 2016 y 2019)
- Dana (ganadora en 1970)
- Elena Paparizou (Representante en 2001 como parte de Antique y ganadora en 2005)
- Carola (representante en 1983 y 2006, y ganadora en 1991)
- Conchita Wurst (ganadora en 2014)
- Björn Ulvaeus (ganador en 1974 como parte de ABBA)
- Graham Norton (comentarista británico del concurso)

### Puntos de referencia iluminados
Varios puntos de referencia en toda Europa se iluminaron como parte de un segmento del programa llamado Europe shine a landmark. Los puntos destacados en el programa fueron los siguientes:
| País                | Punto de referencia                                | Ciudad     |
| ------------------- | -------------------------------------------------- | ---------- |
| Albania             | Monumento Skanderbeg                               | Tirana     |
| Alemania            | Filarmónica del Elba                               | Hamburgo   |
| Armenia             | Torre de televisión de Ereván                      | Ereván     |
| Australia           | Ópera de Sídney                                    | Sídney     |
| Austria             | Noria de Viena                                     | Viena      |
| Azerbaiyán          | Baku Crystal Hall (sede de Eurovisión 2012)        | Bakú       |
| Bélgica             | Atomium                                            | Bruselas   |
| Bielorrusia         | Biblioteca Nacional de Bielorrusia                 | Minsk      |
| Bulgaria            | Teatro Nacional Ivan Vazov                         | Sofía      |
| Chipre              | Palacio Presidencial                               | Nicosia    |
| Croacia             | Teatro Nacional de Croacia                         | Zagreb     |
| Dinamarca           | La Sirenita                                        | Copenhague |
| Eslovenia           | Castillo de Liubliana                              | Liubliana  |
| España              | Teatro Real (sede de Eurovisión 1969)              | Madrid     |
| Estonia             | Auditorio del Festival de la Canción de Estonia    | Tallin     |
| Francia             | Torre Eiffel                                       | París      |
| Georgia             | Puente de la Paz                                   | Tiflis     |
| Grecia              | Acrópolis                                          | Atenas     |
| Irlanda             | Roca de Cashel                                     | Cashel     |
| Islandia            | Harpa                                              | Reikiavik  |
| Israel              | Ciudad Vieja de Jerusalén                          | Jerusalén  |
| Italia              | Plaza del Campidoglio                              | Roma       |
| Letonia             | Biblioteca Nacional de Letonia                     | Riga       |
| Lituania            | Teatro nacional de ópera y ballet de Lituania      | Vilna      |
| Macedonia del Norte | Museo Arqueológico de Macedonia                    | Skopie     |
| Malta               | Centro de Ciencias Interactivas Esplora            | Kalkara    |
| Noruega             | Ópera de Oslo                                      | Oslo       |
| Países Bajos        | Erasmusbrug                                        | Róterdam   |
| Polonia             | Castillo Real de Varsovia                          | Varsovia   |
| Portugal            | Torre de Belém                                     | Lisboa     |
| Reino Unido         | London Eye                                         | Londres    |
| Rumania             | Piața Unirii                                       | Bucarest   |
| Rusia               | Torre Spasskaya y Catedral de San Basilio          | Moscú      |
| San Marino          | Statua della Libertà y Palazzo Pubblico            | San Marino |
| Serbia              | Palacio Viejo de Belgrado                          | Belgrado   |
| Suecia              | Globen (sede de Eurovisión 2000 y Eurovisión 2016) | Estocolmo  |
| Suiza               | Cervino                                            | Valais     |
| Ucrania             | Centro de televisión de Kiev                       | Kiev       |

Cabe destacar que la República Checa, Finlandia y Moldavia fueron los únicos países que no destacaron ningún hito.

## Emisoras y comentaristas

Países que habrían participado en 2020 y emitieron el programa
Países que participaron en el pasado pero no lo habrían hecho en 2020 y que no emitieron el programa
Países que no habrían participado en 2020 pero emitieron el programa

El programa tuvo lugar el 16 de mayo de 2020 a las 21:00 CEST. Los siguientes países emitieron el evento:
| País                    | Radiodifusora            | Canal(es)                | Comentarista(s)                                                                     | Referencias   |
| ----------------------- | ------------------------ | ------------------------ | ----------------------------------------------------------------------------------- | ------------- |
| Albania                 | RTSH                     | RTSH 1 y RTSH Muzikë     | Andri Xhahu                                                                         | [ 9 ] [ 10 ]  |
| Alemania                | ARD/NDR                  | Das Erste                | Michael Schulte y Peter Urban                                                       | [ 11 ] [ 12 ] |
| Armenia                 | AMPTV (1TV)              | AMPTV (1TV)              | David Tserunyan y Emma Hakobyan                                                     | [ 10 ] [ 13 ] |
| Australia               | SBS                      | SBS                      | Joel Creasey y Myf Warhurst                                                         | [ 10 ]        |
| Austria                 | ORF                      | ORF 1                    | Andi Knoll                                                                          | [ 10 ]        |
| Azerbaiyán              | İctimai Televiziya (İTV) | İctimai Televiziya (İTV) | Murad Arif                                                                          | [ 13 ]        |
| Bélgica                 | RTBF                     | La Une                   | Francés: Jean-Louis Lahaye y Maureen Louys                                          | [ 14 ]        |
| Bélgica                 | VRT                      | één                      | Neerlandés: Peter Van de Veire                                                      | [ 15 ]        |
| Bielorrusia             | BTRC                     | Belarus 1                | Evgeny Perlin                                                                       | [ 16 ] [ 17 ] |
| Bulgaria                | BNT                      | BNT 1 y BNT 4            | Elena Rosberg y Petko Kralev                                                        | [ 10 ]        |
| Chipre                  | CyBC                     | RIK 1 y RIK Sat          | Andreas Iakovidis                                                                   | [ 18 ]        |
| Croacia                 | HRT                      | HRT 1                    | Duško Čurl                                                                          | [ 10 ]        |
| Dinamarca               | DR                       | DR1                      | Ole Tøpholm                                                                         | [ 19 ]        |
| Eslovenia               | RTVSLO                   | TV Slovenija 1           | Andrej Hofer                                                                        | [ 20 ]        |
| España                  | RTVE                     | La 1 y TVE Internacional | Tony Aguilar, Eva Mora y Víctor Escudero                                            | [ 21 ] [ 22 ] |
| Estonia                 | ERR                      | ETV                      | Estonio: Marko Reikop                                                               | [ 23 ] [ 24 ] |
| Estonia                 | ERR                      | ETV+                     | Ruso: Yuliya Kalenda y Aleksandr Khobotov                                           | [ 23 ] [ 24 ] |
| Finlandia               | Yle                      | Yle TV2                  | Finlandés: Mikko Silvennoinen y Krista Siegfrids Sueco: Eva Frantz y Johan Lindroos | [ 25 ]        |
| Francia                 | France Télévisions       | France 2                 | Stéphane Bern                                                                       | [ 26 ] [ 27 ] |
| Georgia                 | GPB                      | 1TV                      | Demetre Ergemlidze                                                                  | [ 13 ]        |
| Grecia                  | ERT                      | ERT1                     | Maria Kozakou                                                                       | [ 28 ] [ 29 ] |
| Irlanda                 | RTÉ                      | RTÉ One                  | Marty Whelan                                                                        | [ 13 ]        |
| Islandia                | RÚV                      | RÚV 1                    | Felix Bergsson                                                                      | [ 13 ]        |
| Israel                  | Kan                      | Kan 11                   | Sin comentaristas                                                                   | [ 30 ]        |
| Italia                  | RAI                      | Rai 1                    | Flavio Insinna y Federico Russo                                                     | [ 31 ] [ 32 ] |
| Italia                  | RAI                      | Rai 4 y Rai Radio 2      | Gino Castaldo y Ema Stokholma                                                       | [ 31 ] [ 32 ] |
| Letonia                 | LTV                      | LTV1                     | Toms Grēviņš                                                                        | [ 33 ]        |
| Lituania                | LRT                      | LRT televizija           | Ramūnas Zilnys                                                                      | [ 34 ]        |
| Macedonia del Norte     | MRT                      | MRT 1                    | Aleksandra Jovanovska                                                               | [ 35 ]        |
| Malta                   | PBS                      | TVM                      | Sin comentaristas                                                                   | [ 13 ]        |
| Moldavia                | TRM                      | Moldova 1                | Daniela Crudu                                                                       | [ 13 ]        |
| Noruega                 | NRK                      | NRK1                     | Sin comentaristas                                                                   | [ 10 ]        |
| Países Bajos            | AVROTROS                 | NPO 1                    | Cornald Maas                                                                        | [ 36 ]        |
| Polonia                 | TVP                      | TVP1 y TVP Polonia       | Artur Orzech                                                                        | [ 37 ] [ 38 ] |
| Portugal                | RTP                      | RTP1 y RTP Internacional | Nuno Galopim                                                                        | [ 39 ]        |
| Reino Unido             | BBC                      | BBC One                  | Graham Norton                                                                       | [ 40 ]        |
| República Checa         | ČT                       | ČT Art                   | Jan Maxián                                                                          | [ 41 ] [ 42 ] |
| Rumania                 | TVR                      | TVR1 y TVR Internațional | Bogdan Stănescu                                                                     | [ 43 ]        |
| Rusia                   | Piervy Kanal (C1R)       | Piervy Kanal (C1R)       | Yuriy Aksyuta y Yana Churikova                                                      | [ 13 ] [ 44 ] |
| San Marino              | SMRTV                    | San Marino RTV           | Flavio Insinna y Federico Russo                                                     | [ 45 ]        |
| Serbia                  | RTS                      | RTS1 y RTS Svet          | Duška Vučinić                                                                       | [ 46 ]        |
| Suecia                  | SVT                      | SVT 1                    | Sin comentaristas                                                                   | [ 47 ]        |
| Suiza                   | SRG SSR                  | RSI La 2                 | Italiano: Clarissa Tami y Sebalter                                                  | [ 48 ] [ 49 ] |
| Suiza                   | SRG SSR                  | RTS 1                    | Francés: Yoann Provenzano y Jean-Marc Richard                                       | [ 48 ] [ 49 ] |
| Suiza                   | SRG SSR                  | SRF 1                    | Alemán: Sven Epiney                                                                 | [ 50 ]        |
| Ucrania                 | STB                      | STB                      | Timur Miroshnychenko                                                                | [ 51 ]        |
| Ucrania                 | UA:PBC                   | Pershyi Natsionalnyi     | Timur Miroshnychenko                                                                | [ 52 ] [ 53 ] |
| Ucrania                 | UA:PBC                   | Radio Promin             | Oleksandra Franko y Les Myrnyi                                                      | [ 54 ] [ 55 ] |
| Países no participantes |                          |                          |                                                                                     |               |
| Bosnia y Herzegovina    | BHRT                     | BHT 1                    | Maja Miralem                                                                        | [ 13 ]        |
| Kazajistán              | Khabar                   | Khabar TV                | Nursultan Qurman y Mahabbat Esen                                                    | [ 13 ]        |
| Kosovo                  | RTK                      | RTK 1                    | —                                                                                   | [ 13 ]        |
| Montenegro              | RTCG                     | RTCG 1 y Radio 98        | —                                                                                   | [ 13 ]        |